# Виззини, Нед
Эдисон Прис «Нед» Виззини (англ. Edison Price "Ned" Vizzini; 4 апреля 1981[…], Нью-Йорк, Нью-Йорк — 19 декабря 2013[…], Бруклин, Нью-Йорк) — американский писатель, сценарист. Автор книги «Это очень забавная история» (англ. It’s Kind of a Funny Story), а также соавтор сценария одноимённого фильма. Также автор романов «Остальные нормальные» (англ. The Other Normals) и «Будь поспокойнее» (англ. Be More Chill). В соавторстве с ним Крис Коламбус написал роман Дом секретов. Нед Виззини начал писать для New York Press, когда ему было 15 лет.

## Биография
Нед Виззини вырос в Бруклине. Учился в средней школе в Манхэттене, которую закончил в 1999 году.
Покончил с собой после продолжительной депрессии 19 декабря 2013 года, в возрасте 32 лет, спрыгнув с крыши многоэтажного здания.

## Карьера на телевидении
С Ником Антоска Виззини написал два эпизода второго сезона драмы MTV «Волчонок» (англ. Teen Wolf): «Сдержанность» и «Ядовитые».

Также принимал участие в военной драме ABC телесериала Last Resort.